# Франсуа де Кальєр
Франсуа де Кальєр (фр. François de Callières; 14 травня 1645 — 5 березня 1717) — дипломат, письменник, філолог часів Французького королівства, член Французької академії.

## Життєпис
Походив з нормандського шляхетського роду Кальєрів. Син Жака де Кальєра, сеньйора де Рошле і Жиньї, губернатора Шербура. Народився 1645 року в Ториньї-сюр-Вір. Здобув гарну освіту, захоплювався поезією.
1668 року його відправлено до Речі Посполитої з наміром домогтися обранням королем Шарля-Паріса. Втім королем став Міхал Корибут Вишневецький.
1674 року працював над відновленням союзу Франції та герцогства Савойського, але перемовини було перервано смертю герцога Карла Еммануїла II в 1675 році.
Протягом 1680-х років займався також літераторством. За панегірик королю Людовику XIV 1689 року став членом Французької академії.
1694 році під час Війни Аугсбурзької ліги отримав повідомлення з Амстердаму про готовність Вільгельма III Оранського укласти мир із Францією. За дорученням Шарля Кольбера разом з Людовиком Вержюсом вирушив до Гааги. Великою мірою сприяв підписанню Рейсвейкського мирного договору.
З 1700 року до кінця правління Людовика XIV був секретарем Кабінету короля. 1716 року направив аналітичну записку у вигляді листа регенту Філіппу Орлеанському, в якому переконував того у важливості вести перемовини. Помер 1717 року в Парижі.

## Творчість
Вже у 1668 році написав «Логіку кохання». 1678 року видав новели «Оповіді про коханок і коханців», наслідуючи Брантому.
У Парижі він у 1688 році під час «Суперечки Давніх і Сучасних» у Французькій академії опублікував працю «Поетична історія війни, нещодавно оголошена між давніми та сучасними».
Є автором ґрунтовної філологічної праці «Модні слова та нові способи розмови, зі спостереженнями за різними способами дії та вираження себе та дискурсом у віршах з тих самих предметів», яка вийшла друком 1692 року. Того ж року випустив «Добрі слова, добрі вигадки про їх використання, жарти давніх, глузування та жарти сучасності».
1693 року вийшла інша філологічна праця «Добре та погане використання в способах вираження, буржуазних способах розмови та в чому вони відрізняються від придворних».
1716 року написав відому працю з дипломатії «Манера ведення переговорів з монархами, корисність переговорів, вибір послів і посланців, а також якості, необхідні для досягнення успіху в цих службовцях», що мала вигляд звернення до регента Франції.
Останньою працею стала «Світова наука та знання, корисні для ведення життя», що вийшла 1717 року.
Також залишив чимале листування.